# Ligue Nationale de Handball de 2017–18
A Ligue Nationale de Handball de 2017–18 foi a 65ª edição do principal escalão do campeonato francês de andebol masculino. A competição, organizada pela Federação Francesa de Andebol, foi disputada por 14 clubes.
O Paris Saint-Germain sagrou-se campeão francês pela quarta vez consecutiva, conquistando assim o seu 5.º título na competição. 

## Participantes
Paris Saint-Germain

 Massy

 Ivry

 Tremblay en France
| Clube               | Arena                                     | Capacidade |
| ------------------- | ----------------------------------------- | ---------- |
| Cesson Rennes       | Palais des Sports de la Valette           | 1400       |
| Chambéry            | Le Phare                                  | 6500       |
| Dunkerque           | Salle Dewerdt                             | 2500       |
| Massy               | Centre omnisports Pierre-de-Coubertin     | 800        |
| Montpellier         | Palais des sports René-Bougnol            | 3000       |
| Montpellier         | Arena Montpellier                         | 9000       |
| Nantes              | Palais des sports de Beaulieu             | 5500       |
| Pays d'Aix          | Complexe du Val de L'Arc                  | 1500       |
| Paris Saint-Germain | Stade Pierre-de-Coubertin                 | 4016       |
| Saint-Raphaël       | Palais des Sports Jean-François Krakowski | 2700       |
| Saran               | Halle du Bois Joly                        | 1440       |
| Ivry                | Gymnase Auguste Delaune                   | 1500       |
| Toulouse            | Palais des Sports André Brouat            | 4200       |
| Tremblay en France  | Palais des sports de Tremblay-en-France   | 1200       |
| Nîmes               | Le Parnasse                               | 3391       |

## Tabela Classificativa
1 O Montpellier qualificou-se para a Liga dos Campeões da EHF de 2018–19 ao terminar o campeonato em segundo lugar. Porém, como conquistou a Liga dos Campeões da EHF de 2017–18 (consequentemente qualificando-se para a edição seguinte desta maneira), o berço adicional foi atríbuido ao terceiro classificado do campeonato, o HBC Nantes.

## Campeão
| Ligue Nationale de Handball de 2017–18 |
| -------------------------------------- |
| Paris Saint-Germain 5.º Título         |